# Lopușanka, Svaleava
Lopușanka (în ucraineană Лопушанка) este un sat în comuna Dusîno din raionul Svaleava, regiunea Transcarpatia, Ucraina.

## Demografie
Componența lingvistică a localității Lopușanka
     Ucraineană (99,59%)
     Alte limbi (0,41%)
Conform recensământului din 2001, majoritatea populației localității Lopușanka era vorbitoare de ucraineană (99,59%), existând în minoritate și vorbitori de alte limbi.